# Путлер
Путлер (на английски: Putler), известен още като Владолф Путлер (от Владимир и Адолф) , е унизителен неологизъм, образуван чрез сливане на малките имена на Путин и Хитлер. Често използван в слогана „Putler Kaput!“ (на немски: Putler Kaputt!; на руски: Путлер Капут!) и от хора, противопоставени на Путин. Терминът има отрицателна конотация.

## Произход на думата
Според руския лингвист Борис Шарифулин, думата „Путлер“ е измислена в Русия. Според френския историк Марлен Ларуел, думата е измислена от украинската преса.

## Използване на думата
Думата „Путлер“ става често срещана сред опозицията в Русия и Украйна. Използването на звучащия немски слоган Putler Kaputt от руснаците представлява промяна на езика като специална позиция за игра, като по този начин създава ефекта, че тези думи се използват от чуждестранен наблюдател, като същевременно се използват думи, които са разбираеми за руснаците.

## Вътрешно руско протестно движение
Лозунгът привлича известност – и правни проблеми в Русия през 2009 г. Участник в митинг, организиран от Комунистическата партия на Руската федерация на 31 януари 2009 г. във Владивосток, носи плакат с надпис „Putler kaput!“ Митингът е насочен срещу новите мита при внос на употребявани автомобили. Прокуратурата на Владивосток издава предупреждение до регионалния комитет на партията относно този плакат.Регионалната комисия реагира, като публикува следния текст на уеб сайта си:
| „ | Авторът на този лозунг е имал предвид конкретно лице, занимаващо се с автомобилния бизнес на име Путлер, което е приключило поради увеличаването на митата върху чуждестранните автомобили: поради това обстоятелство той е загубил работата си и оттам доходи, с които издържа голямото си семейство. Той, подобно на хиляди други жители на региона, възнамерява да напусне Приморие, където е просто невъзможно да се живее и работи. | “ |

През април 2009 г. слоганът е официално забранен.Според Приморската лаборатория за съдебни експертизи на Министерството на правосъдието на Руската федерация лозунгът има „ясно изразена емоционална оценка на личността или дейността на Путин В. В. като представител на държавната власт и е обиден по своя характер“.
Слоганът „Putler Kaput“ е използван и по време на протести на митинги на опозицията в Москва във връзка с изборите за Държавна дума на 4 декември 2011 г. и президентските избори през 2012 г.

## След 2014 година
Изборен плакат за 2014 г. на политическа партия Украинска платформа „Собор“ в Киев.  Надписът гласи: „Гума се запали и Вова Путлер ла-ла-ла “.
Популярността на този унижение нараства през 2014 г. То е номинирано за конкурса „Дума на годината 2014“след анексирането на Крим от Русия, което някои политици, публицисти и журналисти сравняват с аншлуса на Австрия през 1938 г., след като която Нацистка Германия отприщва Втората световна война. Вашингтон Поуст цитира редица подобни изявления и публикува снимки на украински протестиращи, държащи плакати с текст „Putler – ръце далеч от Украйна“ и „Putler Kaput!“ и карикатурни рисунки, свързващи разпознаваемите черти на лицето на Владимир Путин и Адолф Хитлер.Няколко руски лингвисти смятат, че тази публикация умишлено формира негативен образ на Путин сред читателите. 
Според журналиста Роджър Джоунс препратката към „Путлър“ е била „видна“ по време на протестите през 2014 г. пред руското посолство във Вашингтон.
През юли 2014 г., след появата на снимки от Световното първенство по футбол, където Владимир Путин и германският канцлер Ангела Меркел седят един до друг, гледайки финалния му мач, в социалните мрежи се появяват коментари към тази снимка, които гласят (на немски: Danke, Frau Putler; на български: благодаря, госпожо Путлер). Според Гардиън авторите на тези коментари са украинци, които са недоволни от позицията, заета от канцлера по отношение на руско-украинската война.
Думата „Putler“ често се използва в академични и журналистически произведения, когато се сравнява обиден език, използван срещу руснаци и украинци. Думата обикновено се използва в комбинация с отрицателни глаголи, като „атака“ и „лайна“.
Позоваването на „Putler“ е често срещано явление в международните демонстрации срещу действията на руската инвазия в Украйна през 2022 г.